# Anthaxia turnai
Anthaxia turnai es una especie de escarabajo del género Anthaxia, familia Buprestidae. Fue descrita científicamente por Bílý & Svoboda en 2001.

## Distribución
Habita en el Neártico, Neotrópico, región indomalaya, Paleártico y región afrotropical.